# Rives (Isèra)
Rives és un municipi francès situat al departament de la Isèra i a la regió d'Alvèrnia-Roine-Alps. L'any 2007 tenia 5.794 habitants.

## Demografia

### Població
El 2007 la població de fet de Rives era de 5.794 persones. Hi havia 2.309 famílies de les quals 720 eren unipersonals (308 homes vivint sols i 412 dones vivint soles), 644 parelles sense fills, 762 parelles amb fills i 183 famílies monoparentals amb fills.
La població ha evolucionat segons el següent gràfic:
Habitants censats

### Habitatges
El 2007 hi havia 2.488 habitatges, 2.351 eren l'habitatge principal de la família, 33 eren segones residències i 104 estaven desocupats. 1.216 eren cases i 1.267 eren apartaments. Dels 2.351 habitatges principals, 1.323 estaven ocupats pels seus propietaris, 940 estaven llogats i ocupats pels llogaters i 88 estaven cedits a títol gratuït; 37 tenien una cambra, 213 en tenien dues, 525 en tenien tres, 720 en tenien quatre i 856 en tenien cinc o més. 1.563 habitatges disposaven pel capbaix d'una plaça de pàrquing. A 1.110 habitatges hi havia un automòbil i a 959 n'hi havia dos o més.

### Piràmide de població
La piràmide de població per edats i sexe el 2009 era:
| Homes | Edats   | Dones |
| ----- | ------- | ----- |
| 4     | 95 o +  | 13    |
| 1     | 90 a 94 | 38    |
| 34    | 85 a 89 | 92    |
| 25    | 80 a 84 | 65    |
| 79    | 75 a 79 | 145   |
| 89    | 70 a 74 | 137   |
| 123   | 65 a 69 | 101   |
| 97    | 60 a 64 | 107   |
| 127   | 55 a 59 | 147   |
| 173   | 50 a 54 | 170   |
| 188   | 45 a 49 | 184   |
| 231   | 40 a 44 | 205   |
| 226   | 35 a 39 | 207   |
| 188   | 30 a 34 | 156   |
| 184   | 25 a 29 | 257   |
| 178   | 20 a 24 | 153   |
| 223   | 15 a 19 | 166   |
| 197   | 10 a 14 | 222   |
| 181   | 5 a 9   | 162   |
| 127   | 0 a 4   | 158   |

## Economia
El 2007 la població en edat de treballar era de 3.713 persones, 2.734 eren actives i 979 eren inactives. De les 2.734 persones actives 2.486 estaven ocupades (1.353 homes i 1.133 dones) i 248 estaven aturades (97 homes i 151 dones). De les 979 persones inactives 279 estaven jubilades, 337 estaven estudiant i 363 estaven classificades com a «altres inactius».

### Ingressos
El 2009 a Rives hi havia 2.541 unitats fiscals que integraven 6.106,5 persones, la mediana anual d'ingressos fiscals per persona era de 18.026 €.

### Activitats econòmiques
Dels 305 establiments que hi havia el 2007, 6 eren d'empreses extractives, 5 d'empreses alimentàries, 2 d'empreses de fabricació de material elèctric, 24 d'empreses de fabricació d'altres productes industrials, 43 d'empreses de construcció, 62 d'empreses de comerç i reparació d'automòbils, 11 d'empreses de transport, 13 d'empreses d'hostatgeria i restauració, 2 d'empreses d'informació i comunicació, 15 d'empreses financeres, 13 d'empreses immobiliàries, 36 d'empreses de serveis, 50 d'entitats de l'administració pública i 23 d'empreses classificades com a «altres activitats de serveis».
Dels 89 establiments de servei als particulars que hi havia el 2009, 1 era una oficina d'administració d'Hisenda pública, 1 gendarmeria, 1 oficina de correu, 6 oficines bancàries, 10 tallers de reparació d'automòbils i de material agrícola, 2 autoescoles, 11 paletes, 8 guixaires pintors, 9 fusteries, 4 lampisteries, 2 electricistes, 1 empresa de construcció, 9 perruqueries, 1 veterinari, 10 restaurants, 9 agències immobiliàries, 1 tintoreria i 3 salons de bellesa.
Dels 21 establiments comercials que hi havia el 2009, 1 era un supermercat, 1 una botiga de més de 120 m², 2 botiges de menys de 120 m², 4 fleques, 2 carnisseries, 2 llibreries, 3 botigues de roba, 1 una sabateria, 1 un drogueria, 1 una perfumeria, 1 una joieria i 2 floristeries.
L'any 2000 a Rives hi havia 11 explotacions agrícoles que ocupaven un total de 306 hectàrees.

## Equipaments sanitaris i escolars
El 2009 hi havia 1 hospital de tractaments de curta durada, 1 hospital de tractaments de mitja durada (seguiment i rehabilitació), 1 un hospital de tractaments de llarga durada, 1 psiquiàtric i 2 farmàcies.
El 2009 hi havia 2 escoles maternals i 3 escoles elementals. Rives disposava d'un col·legi d'educació secundària amb 681 alumnes.

## Poblacions més properes
El següent diagrama mostra les poblacions més properes.